# حقیقت درباره چارلی
حقیقت درباره چارلی (به انگلیسی: The Truth About Charlie) فیلمی محصول سال ۲۰۰۲ و به کارگردانی جاناتان دمی است. در این فیلم بازیگرانی همچون مارک والبرگ، تندی نیوتون، تیم رابینز، پارک جونگ-هون، تد لواین، لیسا گی همیلتون، کریستین بواسون، استیون دیلین، شارل آزناوور، آنا کارینا، ماگلی نوئل، سیمون آبکاریان، سکینه جعفری، آنیس واردا، مانو چارلماگنه، فیلیپه کاتینه و سوتیکی گویاته ایفای نقش کرده‌اند.

## خلاصه
"رجینا لمبرت" به همراه همسرش در پاریس زندگی می کند. او از تعطیلاتی کوتاه مدت با خانه بازمی گردد و تصمیم دارد از همسر خود جدا شود اما با رسیدن به آپارتمانشان متوجه می شود که همسرش به قتل رسیده و همه پولهایشان گم شده است. او با مردی اسرارآمیز برخورد می کند که ادعا می کند پول برای اوست و "رجینا" آنها را مخفی کرده...